# Il sistema riproduttivo
Il sistema riproduttivo è un romanzo di fantascienza del 1968 dello scrittore statunitense John Sladek.

## Trama
Negli Stati Uniti, in uno strampalato centro di ricerca, il dott. Smilax, dall'apparenza innocua ma sadico e masochista, crea una macchina capace di autoriprodursi, sfruttando il materiale metallico che trova nelle sue vicinanze. Grazie a questi macchinari, che hanno preso il controllo di quasi tutti i centri nevralgici terrestri, politici e militari, riesce quasi a conquistare il mondo. L'intervento di un suo ex ricercatore, Cal, e di una psicologa militare, Aurora, riesce a sventare il piano. Le macchine, diventate comunque ormai potentissime, vengono però nuovamente asservite all'umanità, che prospera felice.

## Edizioni
Il romanzo è stato pubblicato in italiano nel 1977 dalla casa editrice bolognese Libra Editrice, nel numero 29 della collana Gli Slan, e nel novembre 1990 nel numero 164 della collana Classici Fantascienza della Arnoldo Mondadori Editore. Il libro è stato ripubblicato dalla casa editrice Sellerio di Palermo, nel 1995, nel n.2 della collana Fantascienza.
La copertina dell'edizione Classici è di Oscar Chichoni.
- John Sladek, The Reproductive System, Gollancz, 1968.
- John Sladek, Il sistema riproduttivo, Gli Slan n.29, Libra Editrice, 1977.
- John Sladek, Il sistema riproduttivo, traduzione di Vittorio Curtoni, collana Classici Fantascienza n° 164, Arnoldo Mondadori Editore, 1990,  p. 194.
- John Sladek, Il sistema riproduttivo, traduzione di Roberta Rambelli, collana Fantascienza n° 2, Sellerio Editore, 1995,  p. 280.